# 静岡県高等学校一覧
| 総数                         | 133校・5分校     |
| 国立                         | 0校              |
| 公立                         | 90校・5分校      |
| 私立                         | 43校             |
| 教育委員会所在地             | 〒420-8601       |
| 静岡県静岡市葵区追手町9番6号 |                  |
| 公式サイト                   | 静岡県教育委員会 |

静岡県高等学校一覧（しずおかけん こうとうがっこういちらん）は、静岡県の高等学校の一覧。
全日制課程の存在しない高等学校については、定時制は「○○高等学校｛定時制｝」通信制は「○○高等学校｛通信制｝」定時制・通信制共に存在する場合は、定時制表記で記載する。

## 公立高等学校

### 県立高等学校
- 県立高校は、普通科、専門学科とも全県学区制[2]
- 愛知県豊橋市、新城市、北設楽郡、山梨県南部町といった県境隣接の受験生も隣接する区域の高校において、県内受験生と一般の入学者選考および学校裁量枠で対等に扱う隣接県特例がある。

#### 静岡市

##### 葵区
- 静岡県立静岡高等学校
- 静岡県立静岡東高等学校
- 静岡県立静岡西高等学校
- 静岡県立静岡城北高等学校
- 静岡県立静岡商業高等学校
- 静岡県立科学技術高等学校
- 静岡県立静岡農業高等学校
- 静岡県立静岡中央高等学校｛単位制・定時制｝

##### 駿河区
- 静岡県立駿河総合高等学校｛単位制｝

##### 清水区
- 静岡県立清水東高等学校
- 静岡県立清水西高等学校
- 静岡県立清水南高等学校

#### 浜松市

##### 中央区
- 静岡県立浜松北高等学校
- 静岡県立浜松西高等学校
- 静岡県立浜松商業高等学校
- 静岡県立浜松城北工業高等学校
- 静岡県立浜松東高等学校
- 静岡県立浜松大平台高等学校｛単位制｝
- 静岡県立浜松湖南高等学校
- 静岡県立浜松湖東高等学校
- 静岡県立浜松江之島高等学校
- 静岡県立浜松南高等学校
- 静岡県立浜松工業高等学校

##### 浜名区
- 静岡県立浜北西高等学校
- 静岡県立浜名高等学校
- 静岡県立浜松湖北高等学校

##### 天竜区
- 静岡県立天竜高等学校｛単位制｝
  - 春野校舎
- 静岡県立浜松湖北高等学校佐久間分校

#### 沼津市
- 静岡県立沼津東高等学校｛単位制｝
- 静岡県立沼津西高等学校
- 静岡県立沼津城北高等学校
- 静岡県立沼津工業高等学校

#### 熱海市
- 静岡県立熱海高等学校

#### 三島市
- 静岡県立三島南高等学校｛単位制｝
- 静岡県立三島北高等学校
- 静岡県立三島長陵高等学校｛単位制・定時制｝

#### 富士宮市
- 静岡県立富岳館高等学校｛単位制｝
- 静岡県立富士宮西高等学校
- 静岡県立富士宮東高等学校
- 静岡県立富士宮北高等学校

#### 伊東市
- 静岡県立伊豆伊東高等学校

#### 島田市
- 静岡県立島田高等学校
- 静岡県立島田商業高等学校
- 静岡県立島田工業高等学校
- 静岡県立ふじのくに国際高等学校｛単位制・定時制｝

#### 富士市
- 静岡県立富士高等学校
- 静岡県立富士東高等学校
- 静岡県立吉原高等学校
- 静岡県立吉原工業高等学校

#### 磐田市
- 静岡県立磐田南高等学校
- 静岡県立磐田北高等学校
- 静岡県立磐田西高等学校
- 静岡県立磐田農業高等学校

#### 焼津市
- 静岡県立焼津中央高等学校
- 静岡県立清流館高等学校
- 静岡県立焼津水産高等学校

#### 掛川市
- 静岡県立掛川西高等学校
- 静岡県立掛川東高等学校｛単位制｝
- 静岡県立横須賀高等学校
- 静岡県立掛川工業高等学校

#### 藤枝市
- 静岡県立藤枝東高等学校
- 静岡県立藤枝西高等学校
- 静岡県立藤枝北高等学校｛単位制｝

#### 御殿場市
- 静岡県立御殿場高等学校
- 静岡県立御殿場南高等学校

#### 袋井市
- 静岡県立袋井高等学校
- 静岡県立袋井商業高等学校

#### 下田市
- 静岡県立下田高等学校

#### 裾野市
- 静岡県立裾野高等学校｛単位制｝

#### 湖西市
- 静岡県立湖西高等学校
- 静岡県立新居高等学校

#### 伊豆市
- 静岡県立伊豆総合高等学校
  - 静岡県立伊豆総合高等学校土肥分校

#### 御前崎市
- 静岡県立池新田高等学校

#### 菊川市
- 静岡県立小笠高等学校

#### 伊豆の国市
- 静岡県立伊豆中央高等学校
- 静岡県立韮山高等学校

#### 牧之原市
- 静岡県立榛原高等学校
- 静岡県立相良高等学校

#### 賀茂郡

##### 東伊豆町
- 静岡県立稲取高等学校

##### 南伊豆町
- 静岡県立下田高等学校南伊豆分校

##### 松崎町
- 静岡県立松崎高等学校

#### 田方郡

##### 函南町
- 静岡県立田方農業高等学校

#### 駿東郡

##### 小山町
- 静岡県立小山高等学校

##### 清水町
- 静岡県立沼津商業高等学校

#### 榛原郡

##### 川根本町
- 静岡県立川根高等学校 - 全国募集枠を設定

#### 周智郡

##### 森町
- 静岡県立遠江総合高等学校｛単位制｝

### 市立高等学校

#### 静岡市

##### 葵区
- 静岡市立高等学校

##### 清水区
- 静岡市立清水桜が丘高等学校

#### 浜松市

##### 中区
- 浜松市立高等学校

#### 沼津市
- 沼津市立沼津高等学校

#### 富士市
- 富士市立高等学校｛単位制｝

## 私立高等学校

### 静岡市
- 静岡英和女学院高等学校
- 静岡学園高等学校
- 静岡北高等学校
- 静岡サレジオ高等学校
- 静岡女子高等学校
- 静岡聖光学院高等学校
- 静岡大成高等学校
- 静岡雙葉高等学校
- 清水国際高等学校
- 城南静岡高等学校
- 東海大学付属静岡翔洋高等学校
- 常葉大学附属常葉高等学校
- 常葉大学附属橘高等学校

### 浜松市
- オイスカ浜松国際高等学校
- 静岡県西遠女子学園高等学校
- 聖隷クリストファー高等学校
- 浜松開誠館高等学校
- 浜松学院興誠高等学校
- 浜松学芸高等学校
- 浜松啓陽高等学校
- 浜松修学舎高等学校
- 浜松聖星高等学校
- 浜松日体高等学校

### 沼津市
- 加藤学園高等学校
- 加藤学園暁秀高等学校
- 誠恵高等学校
- 桐陽高等学校
- 沼津中央高等学校
- 飛龍高等学校

### 三島市
- 日本大学三島高等学校

### 富士宮市
- 星陵高等学校
- 富士宮高等専修学校 - 福岡県の福智高等学校と連携

### 島田市
- 島田樟誠高等学校

### 富士市
- 静岡県富士見高等学校

### 磐田市
- 磐田東高等学校

### 焼津市
- 焼津高等学校

### 藤枝市
- 静清高等学校
- 藤枝順心高等学校
- 藤枝明誠高等学校

### 御殿場市
- 御殿場西高等学校

### 裾野市
- 不二聖心女子学院高等学校

### 菊川市
- 菊川南陵高等学校
- 常葉大学附属菊川高等学校

### 榛原郡

#### 吉田町
- キラリ高等学校 {単位制・通信制}

### 駿東郡

#### 長泉町
- 知徳高等学校